# Molkwerum
Molkwerum (Fries: Molkwar) is een dorp in de gemeente Súdwest-Fryslân, in de Nederlandse provincie Friesland. Molkwerum ligt tussen Stavoren en Koudum, bij het IJsselmeer.
Langs de Dijkvaart ligt een vakantiepark en ten zuiden van Molkwerum liggen een bungalowperk en een jachthaven. In 2023 telde het dorp 355 inwoners.

## Naam
In 1320 wordt het dorp voor het eerst vermeld als Molkemanhusum en Molkemanahusum, in 1398 als Molkenhuzen. In 1400 berichten de kronieken dat jonker Walraven van Brederode met veel krijgsvolk uit Stavoren, dat toen in de macht van de Hollanders was, optrok tegen de Friezen, die zich verschanst hadden bij het blokhuis te Molckenhuys … dat nu Molcwere heet. In 1412 werd de plaatsnaam vermeld als Molkwerum, in 1421 als Molkenweer en Molkweer, 1503 Molkwerren, 1505 Molcquerum, rond 1600 uitgesproken als Molkwerren. Op kaarten staat Molckwerum, Molkweren en Molkwerren (nog 1851),
De naam kan ontleend zijn aan de persoonsnaam Molke, Molle of Melle met de uitgangen -manna ('familie') en -wer ('werf'), maar zou ook om het woord molke ('melk, zuivel') kunnen gaan. De oudere vorm suggereert een verwantschap met het woord molkenhuijs, waarmee de melkerij van een klooster of herenhuis werd bedoeld. Het woord molkenman is Middelnederduits voor 'zuivelbereider'. Misschien was Molkwerum dus eerder de naam van een kloosteruithof, al dan niet rond 1400 voorzien van de nieuwe uitgang -wer ('verschansing').

## Geschiedenis
Molkwerum is vermoedelijk in de 13e eeuw ontstaan, nadat een ouder veenontginningsdorp verlaten werd. Ook voor de kust is veel land verloren gegaan. De oorspronkelijke nederzetting heette Karnewald, met een kerk in de Noordburen van Warns. De plaats wordt voor het eerst vermeld in oorkonden van het Sint-Odulfusklooster uit 1132, 1243 en 1245. Een andere naam was Cappenborch (1243), later Cappenburen. De registers van de rijksabdij Werden vermelden rond het jaar 1000 in deze omgeving een nederzetting Keddingrip.
De kerk van Karnewald moet al in de 13e eeuw zijn afgebroken. In 1543 had de pastorie van Molkwerum nog altijd land in Warns "by de olde kercke, heetende de Hoernen". Aan de Warnservaart bevond zich daarnaast een uithof van het Sint-Odulfusklooster, waarvan de restanten in 1969 zijn opgegraven.
Bij de verplaatsing van de kerk (en wellicht ook het uithof) speelde de abt van het klooster een belangrijke rol. De abdij was verantwoordelijk voor de zielszorg in de nieuwe parochie. Mogelijk hebben in dit gebied meerdere nederzettingen gelegen. De abtenkroniek van Sibrandus Leo vermeldt dat bij de Slag bij Warns in 1345 een dorpje Raevier of Raedvier in vlammen opging. De Staverse predikant Adam Westerman veronderstelde daarom in 1611 dat Rodewier een oude naam voor Molkwerum kon zijn. In 1398 wordt bovendien een landgoed up Osendorp up tnoerdende van Staveren genoemd.
Tussen Hindeloopen en Molkwerum vond in 1420 de Slag aan de Palesloot plaats.
Het dorp was - zoals een bekende zegswijze luidde - gebouwd op zeven eilandjes of pôllen. Dit waren lage terpen of verhoogde erven die door water van elkaar gescheiden waren, namelijk Kerkpolle, Aestrik, Westrik (alle drie echte terpen), Hondepolle (nu Lútzenpôlle), Kattepolle, Grinser polle en Achthuizerpolle. De kaart van Johannes Hillarides uit 1718 geeft de plaatselijke namen: Sorke Pol, Wester-Ich, Eester-Ich, Katte Pol, Hoeunde Pol, Grins- of Arjens Pol en De Pol (ook wel Wiebren Hantjes Pol of De Tooenen genoemd) en  Aan de westrand telde hij nog een achtste pol, de Jaaxme Fonne Pol. Een deel van deze hoogtes is later afgegraven. 
Het gaat daarbij om het Middelnederlands pol ('laagliggend, door aanslibbing gevormd land') of Oudnederlands *polla ('heuveltje, verhoging in het landschap'). De bouwwijze op huisterpen doet denken aan de werven op het eiland Marken en aan de terpen op de Noord-Friese Halligen, eveneens nederzettingen die in een verdronken (rand)veengebied zijn ontstaan. Het toponiem is ook in Groningen verbreid: een pol was hier een lage terp die rond 1200 op de kwelders werd opgeworpen (vgl. Poolland).
Via bruggetjes en planken onderhielden de dorpsbewoners hun onderlinge contacten. Door zijn vele kanaaltjes en de 27 bruggen in het dorp werd Molkwerum het Venetië van het Noorden genoemd.
Molkwerum was in de 16e en 17e eeuw een belangrijke handelsplaats met een sluis en een zeehaven in de Zuiderzee. In deze bloeiperiode had Molkwerum een kantoor in Amsterdam om het dorp te vertegenwoordigen.
In Molkwerum werd een Fries dialect gesproken dat, met het dialect van Hindeloopen, beschouwd werd als het ‘echte’ Fries. Beide dialecten vertoonden kenmerken van het oud-Fries. Er zijn beschrijvingen van buitenlanders, onder andere van Cosimo III de' Medici, die onder andere om de taal te horen en de opvallende klederdracht te zien, reizen maakten naar Hindeloopen en Molkwerum.
In de tweede helft van de 18e eeuw en gedurende de 19e eeuw daalde het inwonertal. Veel karakteristieke huizen werden gesloopt en sloten gedempt, maar de onregelmatige dorpsplanning is nog steeds zichtbaar. Molkwerum werd door die wonderlijke plaatsing van huizen vroeger het ‘Friesche doolhof’ genoemd. Daarnaast was Molkwerum beroemd om z'n handel in zwanen-pekelvlees, wat terug te vinden is in het dorpswapen, een witte zwaan. Het recht om knobbelzwanen te houden gold sinds 1525 in grote delen van Friesland als een adellijk privilege; in de Zuidwesthoek bleef het echter een bijverdienste voor de gewone man.
Tot de gemeentelijke herindeling in 1984 maakte Molkwerum deel uit van de gemeente Hemelumer Oldeferd. In dat jaar werd een groot deel van deze gemeente met de steden Hindeloopen, Stavoren en Workum opgenomen in de nieuwe gemeente Nijefurd. Per 1 januari 2011 werd Molkwerum ingedeeld bij de gemeente Súdwest-Fryslân.

## Kerken
De hervormde kerk dateert uit 1850 en was gebouwd ter vervanging van een schuurkerk, die in 1799 werd ingewijd. Het oorspronkelijke kerkgebouw moest eerder wegens schulden worden verkocht, waarna een van de inwoners een ander gebouw aan de latere Tsjerkestritte ter beschikking stelde. Het dorp had ten minste in 1497 een eigen kerk, gewijd aan Sint-Lebuïnus. Hoe oud de ongelede zadeldaktoren is, is niet bekend. De kerktoren is aangewezen als een rijksmonument. 
Het dorp had meerdere grote doopsgezinde gemeenten, ieder met een eigen vermaanhuis. De Groote Vermaning kon zich meten met de hervormde dorpskerk. De waterlanders van de Groote Vermaning fuseerden in 1732 met de strengere vlamingen, die tot dan toe in de Kleine Vermaning samenkwamen. De voormalige doopsgezinde kerk uit 1911 dient nu als woning.
Onder de hervormde predikanten is de theoloog Adrianus van Veldhuizen te noemen, die hier van 1898 tot 1902 op de preekstoel stond. Op het kerkhof van de kerk bevindt het Erehof Molkwerum, met een graf voor de tijdens de Tweede Wereldoorlog omgekomen RAF-piloot Tom McCrorie.

## Museum
In Molkwerum is een Elvis Presley Museum gevestigd met allerlei memorabilia van de acteur en zanger Elvis Presley. Het museum is gevestigd in een antiekboerderij, met onder meer verwante artikelen als originele Amerikaanse jukeboxen van het merk Wurlitzer, popcornmachines en benzinepompjes.

## Poldermolen
Net voor de grens met Koudum staat de Windmotor Molkwerum. Deze poldermolen is een maalvaardige Amerikaanse windmotor uit 1925. De molen staat aan het Jan Broerskanaal. Hij werd gebouwd als vervanger traditionele poldermolen uit 1854 voor de bemaling van het westelijke deel van de polder de Groote Wester Gersloot.

## Treinstation
Molkwerum deelt samen met het naburige Koudum het station Koudum-Molkwerum aan de spoorlijn Leeuwarden-Stavoren.

## Sport
Het dorp heeft een volleybalvereniging, VC Molkwar geheten.

## Geboren in Molkwerum
- Haye Mensonides (1814-1881), politicus